# 576

576(오백칠십육)은 575보다 크고 577보다 작은 자연수다.

## 수학
- 합성수로, 그 약수는 총 21개다. (1, 2, 3, 4, 6, 8, 9, 12, 16, 18, 24, 32, 36, 48, 64, 72, 96, 144, 192, 288, 576)
  - 576의 진약수의 합은 1075이므로, 576은 과잉수다.
- 24번째 제곱수(242)다. 앞의 제곱수는 529, 다음은 625다.
- 47번째 불가촉수다. 앞의 불가촉수는 562, 다음은 584다.
- 15번째 케이크 수다. 앞의 케이크 수는 470, 다음은 697이다.
- {\displaystyle 576=4^{3}+8^{3}=2^{6}+2^{9}}
  - 연속하는 두 개의 {\displaystyle 4n}({\displaystyle n}은 자연수)의 세제곱합으로 나타낼 수 있는 가장 작은 수다. 이 성질을 지닌 다음 수는 2240이다.
- {\displaystyle 17^{4}-1}은 576으로 나누어떨어진다.

## 과학·기술
- NGC 576(독일어판): 봉황자리 방향에 있는 렌즈형은하.
- 576i: 공용 주파수가 50Hz인 국가에서 아날로그 TV를 디지털화하는 데 사용되는 표준 화질 디지털 비디오 모드.
- 576p: 비디오 디스플레이 해상도의 약칭.

## 교통
- 유럽 고속도로 576호선: 루마니아 클루지나포카에서 데지까지 이어지는 유럽 고속도로.
- 현도 제576호선

## 군사
- U-576(영어판, 독일어판): 제2차 세계 대전에 사용된 나치 독일의 군용 잠수함.

## 문화유산
- 대한민국의 보물 제576호: 봉업사명 청동북

## 기타
- 연도: 576년, 기원전 576년